# 1658 az irodalomban
Az 1658. év az irodalomban.

## Születések
- 1658 vagy 1659 – Petrőczy Kata Szidónia, a magyar barokk első ismert költőnője, a kegyességi próza alkotója, a pietizmus hazai képviselője († 1708)

## Halálozások
- szeptember 17. – Georg Philipp Harsdörffer német író, heraldikus (* 1607)
- december 6. – Baltasar Gracián spanyol barokk prózaíró (* 1601)